# Elisabeth Holzleithner
Elisabeth Holzleithner (geb. 8. Juni 1970) ist eine österreichische Universitätsprofessorin für Rechtsphilosophie und Legal Gender Studies sowie Leiterin des Instituts für Rechtsphilosophie an der Universität Wien.

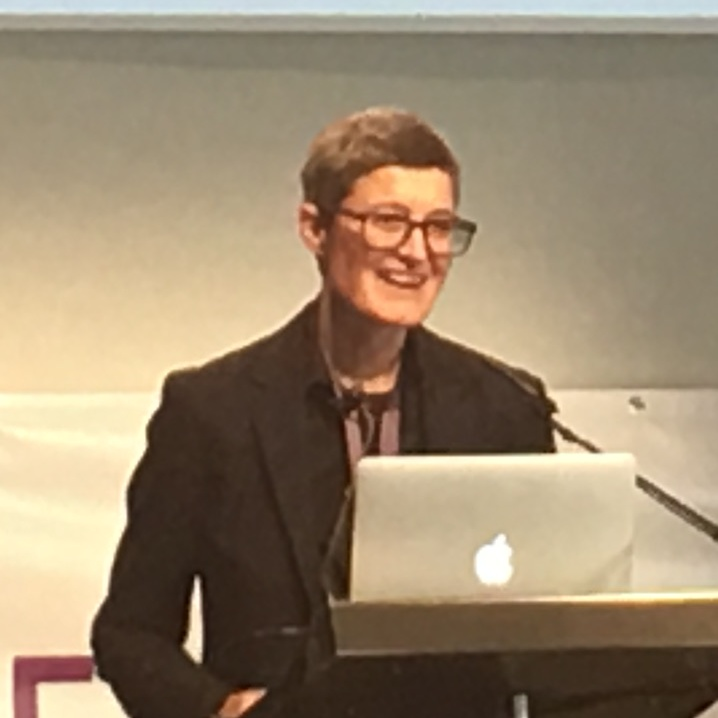
Elisabeth Holzleithner bei der European Lesbian Conference 2017

## Leben
Nach der Matura an der AHS (HIB Saalfelden) studierte Elisabeth Holzleithner Rechtswissenschaften an der Universität Wien, wo sie auch zur Doktorin Juris promovierte. Von 1989 an studierte sie zusätzlich für einige Jahre Philosophie und Skandinavistik (Norwegisch). Ab 1991 war Holzleithner als Studien- bzw. Vertragsassistentin am Institut für Rechtsphilosophie und Rechtstheorie beschäftigt. Die selbständige Lehrtätigkeit an der juristischen Fakultät nahm sie im Jahr 1995 auf. Ab 2006 war Holzleithner als Assistenzprofessorin am Institut für Rechtsphilosophie, Religions- und Kulturrecht tätig. Im selben Jahr wurde sie als Gastprofessorin an die Universität Zürich eingeladen. 2011 folgte die Habilitation für die Gebiete Rechtsphilosophie, Rechtstheorie, Rechtssoziologie und Legal Gender Studies. 2014 wurde Elisabeth Holzleithner zur Universitätsprofessorin für Rechtsphilosophie und Legal Gender Studies an der Universität Wien berufen.
Holzleithner wurde im Jahr 2001 mit dem Käthe-Leichter-Preis für die Frauengeschichte der Arbeiterinnen- und Arbeiterbewegung 2000 (Bundesminister für Soziale Sicherheit und Generationen) sowie dem Gabriele-Possanner-Förderpreis für wissenschaftliche Leistungen, die der Geschlechterdemokratie in Österreich förderlich sind (Bundesministerin für Bildung, Wissenschaft und Forschung), ausgezeichnet. 2017 erhielt sie den Frauenring-Preis und den Gabriele-Possanner-Staatspreis.
Ihre Forschungsschwerpunkte liegen insbesondere im Bereich Legal Gender Studies, sie gilt als eine der führenden Wissenschafterinnen auf diesem Gebiet. Sie übt zahlreiche Funktionen im Bereich des Wissenschaftsmanagements und der Scientific Community aus: Vizestudienprogrammleiterin Rechtswissenschaften der Universität Wien (seit 2012), Ersatzmitglied der Ethikkommission der Universität Wien (seit 2013), Mitglied der Schiedskommission der Veterinärmedizinischen Universität Wien (seit 2011), Ersatzmitglied der Schiedskommission an der Universität für angewandte Kunst Wien (seit 2010), Disziplinaranwältin im Bundesministerium für Wissenschaft und Forschung (2013–2017) und Mitglied der deutschen Sektion der Internationalen Vereinigung für Rechts- und Sozialphilosophie, Schriftführerin der Gesellschaft für Angewandte Ethik und Sozialphilosophie. Zudem war Holzleithner  Mitglied in der AG UniFrauenJubel zur Vorbereitung von Veranstaltungen aus Anlass des 650-Jahr-Jubiläums der Universität Wien (2013–2015), Mitglied der Schiedskommission an der Akademie der Bildenden Künste Wien (2006–2011), Vorsitzende des Arbeitskreises für Gleichbehandlungsfragen der Universität Wien (1994–2001),  Mitglied der Arbeitsgruppe für Gleichbehandlungsfragen im Bundesministerium für Bildung, Wissenschaft und Kultur (1994–2001), sowie Sprecherin des Jungen Forums Rechtsphilosophie (1997–2001).
Weiters ist Holzleithner Mitglied im wissenschaftlichen Beirat bzw. der Jury
- der Zeitschrift für Menschenrechte,
- des juridikum. zeitschrift für kritik recht gesellschaft,
- der Zeitschrift für Rechtsphilosophie,
- der Fachgruppe Grundrechte der Österreichischen Richtervereinigung,
- von Momentum Quarterly,
- zur Vergabe des Johanna Dohnal Preises,
- des Förderpreises der agpro (Arbeitsgemeinschaft Gay Professionals),
- von Kritique Jeune – Publikationswettbewerb für queere Diplom- und Masterarbeiten sowie
- Mitglied im Antisexismusbeirat des Österreichischen Werberats.

Elisabeth Holzleithner referiert immer wieder zu aktuellen Themen. Sie nahm 2017 an der ersten Europäischen Lesbenkonferenz in Wien teil. Am 19. September 2019 referierte sie in der Plenarsitzung der 37. Tagung der Gesellschaft für Rechtsvergleichung an der Universität Greifswald zum Thema „Gleichheit und Gleichbehandlung heute  – Konzepte und Konzeptionen im Widerstreit“.

## Publikationen

### Bücher
- Elisabeth Holzleithner/Sabine Strasser (Hrsg.): Multikulturalismus queer gelesen: Zwangsheirat und gleichgeschlechtliche Ehe in pluralen Gesellschaften. Frankfurt am Main: Campus, 2011.
- Gerechtigkeit. Ein Band in der Reihe utb profile, Wien: facultas, 2009.
- Recht Macht Geschlecht. Legal Gender Studies. Eine Einführung, Wien: facultas, 2002.

### Aufsätze, Beiträge (Auswahl)
- Umsetzung von Art. 5 CEDAW in Österreich, in: Schläppi/Ulrich/Wyttenbach (Hrsg.): CEDAW. Kommentar zum Übereinkommen der Vereinten Nationen zur Beseitigung jeder Form von Diskriminierung der Frau. Allgemeine Kommentierung – Umsetzung in der Schweiz – Umsetzung in Österreich, Bern/Wien: Stämpfli/Manz, 2016, S. 439–464.
- „The Game is Rigged“: Fictions of Lawyering, in: Hiebaum/Knaller/Pichler (Hrsg.): Recht und Literatur im Zwischenraum/Law and Literature In-Between: Aktuelle inter- und transdisziplinäre Zugänge/Contemporary Inter- and Transdisciplinary Approaches, Bielefeld: transcript 2015, S. 287–303.
- Unmögliches Leben. Intergender in Ulrike Draesners Mitgift. Eine Essay mit Einmischung von Susanne Hochreiten, in: Baier/Hochreiter (Hrsg.): Inter*geschlechtliche Körperlichkeiten. Diskurs/Begegnungen im Erzähltext, Wien: Zaglossus, 2014, S. 97–124.
- Menschenrechte und Toleranz, in: Schinkele/Kuppe/Schima/Synek/Wallner/Wieshaider (Hrsg.): Recht – Religion – Kultur. Festschrift für Richard Potz zum 70. Geburtstag, Wien: facultas, 2014, S. 205–228.
- Emanzipatorisches Recht – eine queer_intersektionale Analyse, in: Philipp/Meier/Starl/Schmidlechner (Hrsg.): Intersektionelle Benachteiligung und Diskriminierung. Soziale Realitäten und Rechtspraxis, Baden-Baden: Nomos, 2014, S. 103–124.
- Was sollen „wir“ wollen? Debatten über rechtlich institutionalisierte Beziehungen, in: Bannwart/Cottier/Durrer/Kühler/Küng/Vogler (Hrsg.): Keine Zeit für Utopien? Perspektiven der Lebensformenpolitik im Recht, Zürich/St. Gallen: Dike Verlag, 2013, S. 169–192.
- Interrogating Exit in Multiculturalist Theorizing: Conditions and Limitations, in: Borchers/Vitikainen (Hrsg.): On Exit. Interdisciplinary Perspectives on the Right of Exit in Liberal Multicultural Societies, Berlin: De Gruyter, 2012, S. 13–33.
- Study on Equality Bodies set up under Directives 2000/43/EC, 2004/113/EC and 2006/54/EC – Synthesis Report by Margit Ammer, Niall Crowley, Barbara Liegl, Elisabeth Holzleithner, Katrin Wladasch, Kutsal Yesilkagit, October 2010.